# TK Works IIe

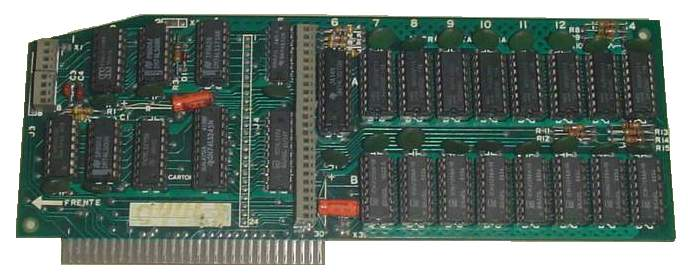
TK Works IIe com 512kiB

A placa TK Works IIe é uma expansão de memória fabricada pela empresa brasileira Microdigital Eletrônica para ser usada no computador TK3000 IIe.
É cópia da placa RamWorks, que foi projetada e fabricada pela empresa estadunidense Applied Engineering.
A TK Works IIe, além de expandir a memória do computador permite o uso do vídeo em modo texto com 80 colunas e em modo gráfico de dupla alta resolução (192 x 560 pixels).
Era muito comum o uso desta placa como Ramdisk.

## Especificações técnicas
- Memória mínima de um sistema com TK Works IIe: 128kiB;
- Memória máxima de um sistema com TK Works IIe: 1MByte com adição de sobre-placa